# Fatma Kurtulan
Fatma Kurtulan (* 1. März 1964, Kahramanmaraş, Türkei) ist eine kurdische Politikerin und ehemalige Abgeordnete der Barış ve Demokrasi Partisi (BDP) im türkischen Parlament. 
Nach dem Abschluss des Gymnasiums in Pazarcık arbeitete Kurtulan an sozialen Projekten der Verwaltung Küçükdikili in der Provinz Adana. Kurtulan war Vorsitzende der Frauenorganisation der Halkın Demokrasi Partisi.
Kurtulan kandidierte als unabhängige Kandidatin für die Parlamentswahlen in der Türkei 2007 für die Provinz Van. Nach der Wahl trat sie der Demokratik Toplum Partisi (DTP) bei. Die Staatsanwaltschaft eröffnete am 9. November 2007 ein Verfahren gegen Kurtulan, weil sie mit zwei anderen DTP-Abgeordneten (Aysel Tuğluk und Osman Özçelik) in den Nordirak reiste, um acht entführte türkische Soldaten von der PKK freizubekommen. Die Soldaten wurden bei einem Überfall der PKK auf einen Militärkonvoi im Oktober 2007 in Yüksekova entführt. Der Ankläger verlangte vom Parlament die Aufhebung der Politischen Immunität der drei Abgeordneten.
Im gleichen Monat gab Kurtulan zu, dass ihr Ehemann Salman Kurtulan Mitglied der PKK sei. Die türkischen Medien berichteten daraufhin, dass sich Salman Kurtulan in einem Lager der PKK im Nordirak befinde. Fatma Kurtulan erwiderte, dass ihr Ehemann seit 13 Jahren von ihr getrennt sei und sie nur auf dem Papier verheiratet seien.
Im Mai 2009 trat sie für eine parlamentarische Untersuchung der polizeilichen Gewalt gegen Kinder ein.
Nach dem Verbot der DTP am 11. Dezember 2009 trat Fatma Kurtulan der BDP bei. Im Zuge der Operationen gegen die Koma Civakên Kurdistan wurde Fatma Kurtulan Mitte Januar 2012 verhaftet. Die Staatsanwaltschaft verlangte im Zuge der Verhandlungen im Januar 2013 22,5 Jahre Gefängnis.